# Álvaro Fernández Armero
Álvaro Fernández Armero (Madrid, 6 de març de 1969) és un director de cinema i guionista espanyol. Va estudiar filosofia i posteriorment es va formar en diferents camps de la cinematografia.
S'estrenà en la direcció amb el curtmetratge El columpio va llançar sobtadament la seva carrera. Interpretat per dos actors, llavors gairebé desconeguts, Ariadna Gil i Coque Malla, està rodat en una sola localització, el metro de Madrid. Les veus en off dels protagonistes i les seves furtives mirades, aconsegueixen, en nou minuts construir una història amb la qual qualsevol podria identificar-se: la misteriosa atracció per un desconegut en l'andana del metro.
Després de sorprendre amb el seu primer treball, Fernández Armero reprèn la comèdia amb Todo es mentira, en 1994, amb la qual és nominat al Premi Goya al Millor Director Novell. Torna a comptar amb el seu actor fetitxe, Coque Malla, en aquesta ocasió acompanyat per Penélope Cruz. En el repartiment es trobaven algunes de les promeses més destacades del cinema espanyol, a més dels protagonistes, Ariadna Gil, Jordi Mollà, o Gustavo Salmerón, entre d'altres.
En el seu següent llargmetratge, Brujas (1996), Álvaro Fernández Armero torna a comptar amb Penélope Cruz, acompanyada per Ana Álvarez, Neus Asensi i Beatriz Carvajal. Dos anys després Coque Malla interpreta el protagonista de Nada en la nevera, amb una gairebé debutant María Esteve, formant una de les parelles més còmiques i entranyables del cinema espanyol.
En 2000, Fernández Armero reuneix de nou les joves estrelles nacionals en El arte de morir, un registre que li allunya de la comèdia per a endinsar-se en el món del suspens. En aquesta ocasió el guió el signen Curro Royo i Juan Vicente Pozuelo. Amb aquesta pel·lícula aconsegueix el Gran Premi de Plata del Festival Internacional de Cinema Fantàstic de Brussel·les. En els papers protagonistes, es troben noms destacats com María Esteve, Fele Martínez, Lucía Jiménez, Elsa Pataky, Adrià Collado, Gustavo Salmerón o Sergio Peris-Mencheta.
Amb El juego de la verdad (2004), guió que escriu al costat del director i guionista Roberto Santiago, Álvaro Fernández Armero recupera la comèdia romàntica, acompanyat per Tristán Ulloa, Natalia Verbeke, María Esteve i Óscar Jaenada. Després d'aquesta pel·lícula dirigeix el documental Ángel Nieto: 12+1 (2005), sobre la vida del famós motociclista, i la comèdia futbolística Salir pitando (2007), escrita amb Juan Cavestany i protagonitzada per Guillermo Toledo, Javier Gutiérrez, Antonio de la Torre i Nathalie Poza.
El fracàs en taquilla de Salir pitando, unit a la difícil situació econòmica del país, va provocar que passessin set anys, en els quals Fernández Amero es va centrar en la direcció de sèries de televisió, fins que al febrer de 2014 va poder començar el rodatge de Las ovejas no pierden el tren, pel·lícula en la qual, a través de situacions quotidianes i recognoscibles, parla dels problemes de parella, de la dificultat de bregar amb la pròpia família, i del capritxós destí. Es tracta d'una comèdia coral escrita per ell mateix i protagonitzada per Raúl Arévalo, Candela Peña, Inma Cuesta, Alberto San Juan, Irene Escolar, Kiti Mánver, Jorge Bosch, Pilar Castro, Alicia Rubio, Álex Martínez, Ruth Armas, Petra Martínez i Miguel Rellán.
El 2019 va anunciar que tornava a rodar un nou llargmetratge amb guió de Juan Cavestany que es titulará Si yo fuera rico.

## Premis
- Premi César Agüí de Periodisme pel documental Ángel Nieto: 12+1.
- Goya al millor curtmetratge de ficció al VII Premis Goya (1992) per El columpio.[7]

## Filmografia com a guionista i director
Cine
| Any  | Pel·lícula                             |
| ---- | -------------------------------------- |
| 2014 | Las ovejas no pierden el tren          |
| 2007 | Salir pitando                          |
| 2005 | Ángel Nieto: 12+1                      |
| 2004 | El juego de la verdad                  |
| 2000 | El arte de morir                       |
| 1998 | Nada en la nevera                      |
| 1996 | Brujas                                 |
| 1995 | Dile a Laura que la quiero (guionista) |
| 1995 | El columpio                            |
| 1994 | Todo es mentira                        |

## Treball a televisió
Televisió
| Any         | Sèrie                        | cadena    |
| ----------- | ---------------------------- | --------- |
| 2007 - 2008 | El síndrome de Ulises        | Antena 3  |
| 2009 - 2011 | Doctor Mateo                 | Antena 3  |
| 2010        | Alfonso, el príncipe maldito | Telecinco |
| 2012 - 2014 | Con el culo al aire          | Antena 3  |
| 2015        | Algo que celebrar            | Antena 3  |
| 2016 - 2017 | Allí abajo                   | Antena 3  |
| 2017 - ¿?   | Vergüenza                    | Movistar+ |

## Treball com a productor
Productor del curtmetratge La aventura de Rosa, de Ángela Armero.